# Beast (Kings Island)
Pour les articles homonymes, voir Beast.
The Beast sont des montagnes russes en bois du parc Kings Island, localisé à Mason, dans le comté de Warren, dans l'Ohio, aux États-Unis. Elles sont ouvertes depuis le 14 avril 1979.

## Circuit
L'attraction possède deux lifts.

## Statistiques
- Trains : 3 trains avec 6 wagons par train. Les passagers sont placés à deux sur trois rangées pour un total de 36 passagers par train. Trains construits par Philadelphia Toboggan Coasters.
- Option : Trois tunnels.

### Records
The Beast sont au niveau mondial (voir l'article Records dans le domaine des montagnes russes) :
- les neuvièmes montagnes russes en bois en termes de descente (43 mètres).
- les neuvièmes montagnes russes en bois en termes de vitesse avec 104,2 km/h. D'avril 1979 à mai 1981, elles étaient les plus rapides montagnes russes avant que le record ne soit battu par American Eagle puis par Son of Beast en mai 2000.
- les montagnes russes en bois les plus longues au monde (2 243 mètres).

## Awards et classements
En octobre 2004, Beast est reçoit lé Coaster Landmark Award, par le club American Coaster Enthusiasts. Il y a une plaque commémorant cela à l'entrée de l'attraction.
| Classement | 7 | 6 | 12 | 7 | 8 | 7 | 8 | 8 | 8 | 8 | 7 | 7 | 7 |

| Classement | 68 | 68 | 68 | 43 | 51 | 47 | 50 | 66 | 59 | 56 | 51 | 52 | 48 |

| Classement | 2 | 5 | 4 |